# Садовская, Мария
Мария Садовская (пол. Maria Sadowska), также известная как Марыся Садовская (пол. Marysia Sadowska, родилась 27 июня 1976 года в Варшаве) — польская певица, музыкальный продюсер, сценарист и кинорежиссёр.

## Биография

### Ранние годы
Отец — Кшиштоф Садовский, композитор. Мать — Лилиана Урбаньская, джазовая певица. Впервые вышла на сцену в возрасте 14 лет, а в возрасте 17 лет сочинила мюзикл, в котором исполнила главную роль.

### 1990-е
Мария выпустила первый альбом Jutro в 1995 году, а через два года выпустила два альбома Lucky Star и Crazy эксклюзивно в Японии. Песня «Crazy» с третьего альбома попала в Dancemania 7, две песни со второго альбома — «Maybe Baby» и «Lucky Star» — в Dancemania 8 и Dancemania 9 соответственно. Она окончила музыкальную академию Фредерика Шопена в Варшаве по классу фортепиано (диплом второй степени).

### 2000-е
В 2002 году Садовская окончила киношколу Лодзи, а в 2004 году выпустила свой четвёртый альбом в жанре джаза и танцевальной музыки Marysia Sadowska, занявший 38-е место в польском чарте OLiS. Пятый альбом Tribute to Komeda стал трибьютом Кшиштофу Комеде и в 2006 году занял 11-е место в чарте OLiS, получив золотой статус. В 2007 году она выступила на британском шоу Dancing on Ice, а также выпустила шестой альбом Gwiazda dla każdego. В 2009 году с альбома Spis treści вышел 10-й по счёту сингл Марии «Jest dobrze».

### 2010-е
Дебютный фильм Марии «Женский день» (пол. Dzień kobiet) был снят в 2013 году и завоевал главный приз 22-го кинофестиваля в Коттбусе.
Садовская была наставником в третьем, четвёртом и шестом сезонах шоу The Voice of Poland, и во всех случаях её подопечные одерживали победу в шоу.

## Дискография

### Альбомы
| Jutro                                     | - Выпущен: 1995 - Лейбл: STD - Формат: CD                                            | —  |             |
| Lucky Star                                | - Выпущен: 18 февраля 1998 - Лейбл: EMI Music Japan - Формат: CD                     | —  |             |
| Marysia Sadowska                          | - Выпущен: 24 февраля 2004 - Лейбл: Sony Music Poland - Формат: CD                   | 38 |             |
| Gwiazda dla każdego                       | - Выпущен: 3 декабря 2007 - Лейбл: Sony BMG - Формат: CD                             | —  |             |
| Spis treści                               | - Выпущен: 8 июня 2009 - Лейбл: Sony Music Poland - Формат: CD, digital download     | —  |             |
| Demakijaż                                 | - Выпущен: 9 ноября 2009 - Лейбл: QM Music - Формат: CD, digital download            | —  |             |
| Jazz na ulicach                           | - Выпущен: 1 апреля 2014 - Лейбл: Warner Music Poland - Формат: CD, digital download | 24 | - POL: Gold |
| «—» означает, что песня не попала в чарты |                                                                                      |    |             |

### Кавер-альбомы
| Kaczmarski & Jazz with Anna Serafińska and Janusz Szrom | - Выпущен: 4 октября 2010 - Лейбл: QM Music - Формат: CD, digital download | —  |             |
| Tribute to Komeda                                       | - Выпущен: 12 июня 2006 - Лейбл: Sony BMG - Формат: CD, digital download   | 11 | - POL: Gold |
| «—» означает, что песня не попала в чарты               |                                                                            |    |             |

### Саундтреки
| Заглавие     | Детали                                                                      |
| ------------ | --------------------------------------------------------------------------- |
| Dzień Kobiet | - Выпущен: 8 марта 2013 - Лейбл: Fonografika - Формат: CD, digital download |

### EP
| Заглавие | Детали                                                          |
| -------- | --------------------------------------------------------------- |
| Crazy    | - Выпущен: 7 октября 1997 - Лейбл: EMI Music Japan - Формат: CD |